# Peter Eriksson (polityk)
Lars-Johan (Peter) Eriksson (ur. 3 sierpnia 1958 w Tranås) – szwedzki polityk, parlamentarzysta, długoletni współprzewodniczący Partii Zielonych, poseł do Parlamentu Europejskiego VIII kadencji, a także minister.

## Życiorys
W młodości grał w piłkę nożną w klubie sportowym IK Viljan. Kształcił się do zawodu nauczyciela wiedzy o społeczeństwie i ekonomii, uczył później w szkołach podstawowej i średniej. Zaangażował się w działalność Partii Zielonych. W latach 1994–1998 po raz pierwszy zasiadał w Riksdagu. W 1999 przeszedł do samorządu Kalixu, pełniąc funkcje w miejskiej egzekutywie i prowadząc w 2002 swoje ugrupowanie do zwycięstwa w kolejnych wyborach lokalnych w tej miejscowości. W okresie 2002–2011 był jednym z dwóch rzeczników krajowych Partii Zielonych (razem z Marią Wetterstrand). W 2002 powrócił do parlamentu po czteroletniej przerwie, uzyskiwał następnie reelekcję w 2006, a także w 2010, kiedy to po wyborach objął przewodnictwo Komisji ds. Konstytucyjnych. W wyborach europejskich w 2014 z ramienia swojego ugrupowania został wybrany na eurodeputowanego VIII kadencji.
W maju 2016 złożył mandat europosła w związku z objęciem stanowiska ministra mieszkalnictwa i cyfryzacji w rządzie Stefana Löfvena. W styczniu 2019 w drugim gabinecie dotychczasowego premiera został natomiast ministrem rozwoju współpracy międzynarodowej. Zakończył urzędowanie na stanowisku ministra w grudniu 2020.

## Odznaczenia
- Krzyż Wielki Orderu Sokoła Islandzkiego (Islandia, 2018)[8]